# 왕멍후이
왕멍후이(왕몽휘, 중국어: 王蒙徽, 1960년 1월 29일~)는 중화인민공화국의 정치인이다. 현재 후베이성의 당서기이다. 
1978년 칭화 대학 건축공학과에 입학하였다. 1983년 동대학 건축공학과를 졸업하였다. 이후로 1995년까지 칭화 대학 건축공학과에서 부교수 등으로 근무하였다. 이후로 광둥성 산웨이시 당서기, 푸젠성 샤먼시 당서기, 랴오닝성 선양시 당서기 등을 지냈다. 2016년 랴오닝성 당교 교장에 취임하였다. 2017년 국무원 건축건설부 부장에 취임하였다. 2022년 후베이성 당서기에 취임하였다. 
| 전임 잉융 | 후베이성 당 위원회 서기 2022년 3월 ~ 2024년 12월 | 후임 왕중린 |